# Rosevear
Rosevear ist eine unbewohnte Insel der Scilly-Inseln und Hauptinsel der Western Rocks. Das Eiland ist vor allem für die Vielzahl von Schiffen bekannt, die in ihren Untiefen gesunken sind. So starb hier 1784 die Opernsängerin Ann Cargill, als The Nancy vor der Insel sank. Ihr Geist soll nach verschiedenen Erzählungen noch immer auf der Insel spuken. Ein weiteres bekanntes Wrack, welches man heute noch besichtigen kann, ist das Frachtschiff Cité de Verdun das 1925 vor der Insel unterging.
Neben dem Schiffsfriedhof kann man auf der Insel noch die Wohnhäuser und die Schmiede der Bauarbeiter vom Bishop Rock Lighthouse erkunden.